# 982
| 982                |
| ------------------ |
| Dødsfald - Fødsler |
|                    |

| Gregoriansk kalender | 982 CMLXXXII            |
| Ab urbe condita      | 1735                    |
| Armensk kalender     | 431 ԹՎ ՆԼԱ              |
| Kinesiske kalender   | 3678 – 3679 辛巳 – 壬午 |
| Etiopisk kalender    | 974 – 975               |
| Jødisk kalender      | 4742 – 4743             |
| Hindukalendere       |                         |
| - Vikram Samvat      | 1037 – 1038             |
| - Shaka Samvat       | 904 – 905               |
| - Kali Yuga          | 4083 – 4084             |
| Iransk kalender      | 360 – 361               |
| Islamisk kalender    | 371 – 372               |

Se også 982 (tal)

## Begivenheder
- Vikingerne afbrænder London
- Erik den Røde udforsker Grønland